# Objetivo de Desenvolvimento Sustentável 15
Objetivo de Desenvolvimento Sustentável 15 (ODS 15 ou Objetivo Global 15) é sobre "Vida na terra". Um dos 17 Objetivos de Desenvolvimento Sustentável estabelecidos pelas Nações Unidas em 2015, a redação oficial é: "Proteger, restaurar e promover o uso sustentável dos ecossistemas terrestres, gerenciar florestas de forma sustentável, combater a desertificação e interromper e reverter a degradação da terra e interromper a perda de biodiversidade" . O objetivo tem 12 metas a serem alcançadas até 2030. O progresso em direção às metas será medido por 14 indicadores.
As nove "metas de resultados" incluem: Conservar e restaurar ecossistemas terrestres e dulciaquícolas; acabar com a desflorestação e restaurar florestas degradadas; parar a desertificação e restaurar terras degradadas; assegurar a conservação de ecossistemas montanhosos, proteger a biodiversidade e habitats naturais; proteger acesso a recursos genéticos e a partilha justa dos benefícios; eliminar caça furtiva e o tráfico de espécies protegidas; prevenir espécies invasoras em ecossistemas terrestres e aquáticos; e integrar ecossistemas e biodiversidade no planeamento governamental. Os três "meios de atingir as metas" incluem: Aumentar recursos financeiros para conservar e usar sustentavelmente os ecossistemas e biodiversidade; financiar e incentivar a gestão florestal sustentável; combater caça furtiva e o tráfico global.
Os seres humanos dependem da terra e do oceano para viver. Este objetivo ambiciona em assegurar meios de vida sustentável para as gerações vindouras. A dieta humana é composta em 80 por cento de vida vegetal, o que faz da agricultura um recurso económico muito importante.  Florestas cobrem 30 por cento da superfície da Terra, fornecendo habitats vitais para milhões de espécies, e são importantes fontes de ar e água limpas, assim como cruciais para combater alterações climáticas.
Um relatório anual é preparado pelo Secretário-geral das Nações Unidas avaliando o progresso ao encontro dos Objetivos de Desenvolvimento Sustentável. O relatório de 2020 afirma que biodiversidade e espécies chave permanecem ameaçadas de extinção e que as áreas florestais continuam a diminuir.

## Antecedentes

Índice da Lista Vermelha (2019)

Os Objetivos de Desenvolvimento Sustentável são uma coleção de 17 metas globais determinadas pelas Nações Unidas. Os objetivos abrangentes estão interligados embora cada um tenha as suas metas a alcançar. Os ODS cobrem uma larga gama de problemas de desenvolvimento social e económico.
O ODS 15 articula metas para a preservação da biodiversidade de ecossistemas de floresta, deserto e montanha, como uma percentagem da massa terrestre total. Um "mundo com neutralidade na degradação da terra" pode ser alcançado restaurando florestas degradadas e terrenos perdidos por secas e cheias. O Objetivo 15 pede mais atenção à prevenção de invasão por espécies introduzidas e mais proteção para espécies ameaçadas. As florestas têm um papel proeminente para o sucesso da Agenda 2030, em termos de serviços do ecossistema, sustento para as pessoas, e a economia verde: mas isto requer prioridades claras de modo a enfrentar possíveis compromisso e mobilizar sinergias com outros ODS.